# بمب سرشی

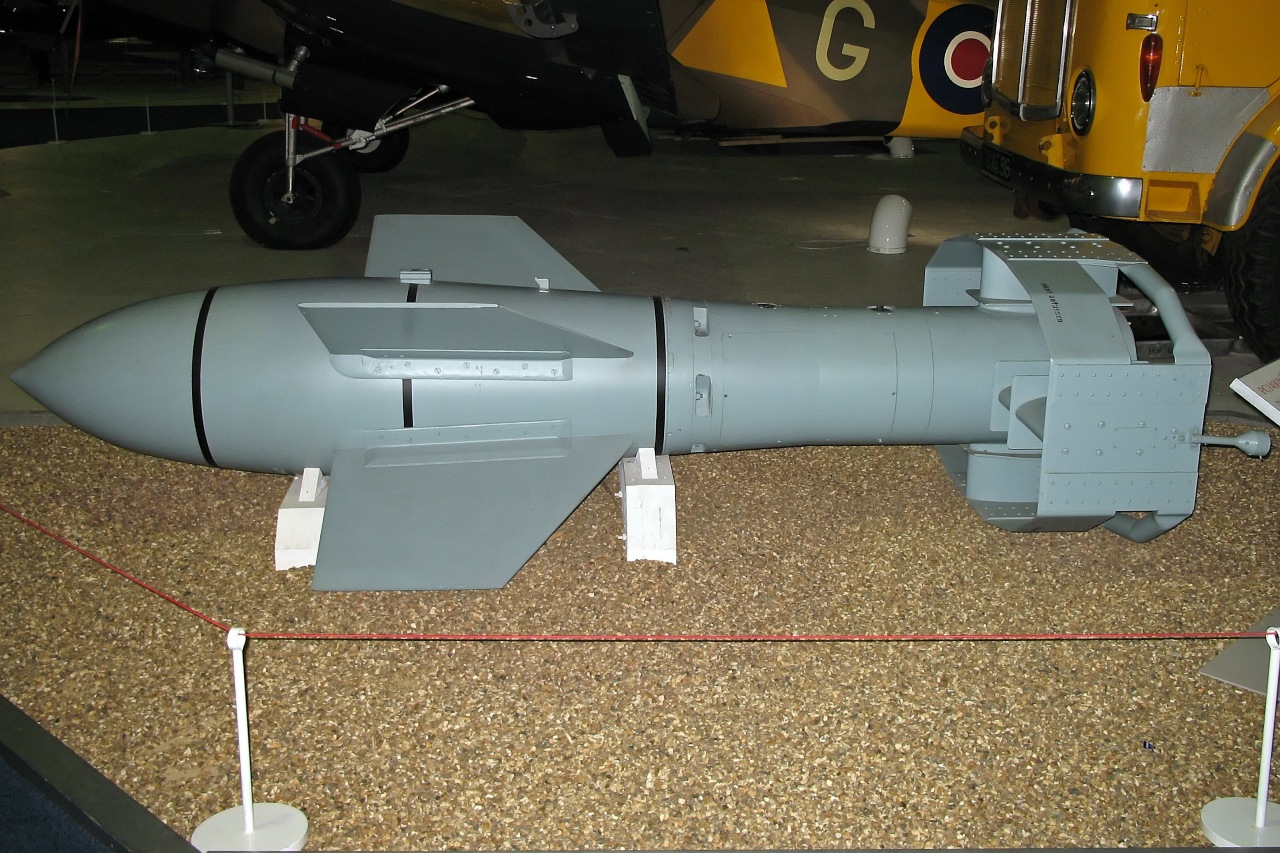
بمب سرشی فریتس ایکس

بمب سرشی بمبی است که به وسیلهٔ هواگرد پرتاب می‌شود و دارای بدنه‌ای آیرودینامیک است و نسبت به بمب‌های سنتی توانایی سرخوردن و پرواز در هوا را دارد و این توانایی سبب می‌شود که نسبت به بمب‌های سنتی که درست روی هدف رها می‌گردند در فاصلهٔ بیشتری از هدف رها گردد و نیازی نباشد تا هواگرد برای یک حملهٔ موفقیت‌آمیز تا روی هدف پرواز نماید. بمب‌های سرشی فریتس ایکس و هنشل ۲۹۳ در جنگ جهانی دوم پیشگامان بمب‌های سرشی کنترل از راه دور بودند که به هواگرد کنترل‌کننده اجازه می‌داد تا بمب را به سوی هدف هدایت کند. این بمب‌ها همچنین پیشگامان بمب‌های هدایت دقیق نیز بودند.